# 青水駅
青水駅（청수역、チョンスえき）は朝鮮民主主義人民共和国平安北道朔州郡に位置する朝鮮民主主義人民共和国鉄道省平北線の鉄道駅である。

## 歴史
- 1939年9月27日：開業[1]。

## 隣の駅
朝鮮民主主義人民共和国鉄道省
平北線
富豊駅 - 青水駅 - 上河口駅（→中国国鉄鳳上線に接続）